# Anurak Chompoopruk
Anurak Chompoopruk (thailändisch อนุรักษ์ ชมภูพฤกษ์; * 5. Oktober 1988 in Bangkok) ist ein thailändischer Fußballspieler.

## Karriere
Seinen ersten Vertrag unterschrieb Anurak 2013 beim damaligen Erstligisten Samut Songkhram FC in Samut Songkhram. Nachdem er nicht zum Einsatz gekommen war, wechselte er in der Sommerpause nach Bangkok und schloss sich dem Ligakonkurrenten Army United an. Hier wurde er dreimal eingesetzt. 2014 wechselte er für zwei Jahre zum Erstligisten Suphanburi FC. Für Suphanburi stand er 31 Mal im Tor. Zum Zweitligisten PTT Rayong FC nach Rayong wechselte er 2016. 14 Mal lief er für den Verein aus der Provinz Rayong auf. 2018 unterschrieb er einen Vertrag bei Ubon UMT United. Hier spielte er ebenfalls nur ein Jahr, wovon er 14 Mal im Tor stand. Von 2019 bis Mitte 2020 stand er beim Erstligisten Samut Prakan City FC in Samut Prakan unter Vertrag. Für Samut stand er siebenmal zwischen den Pfosten. Im August 2020 wechselte er zum Ligakonkurrenten Sukhothai FC. Am Ende der Saison 2021/22 feierte er mit dem Verein aus Sukhothai die Vizemeisterschaft und den Aufstieg in die erste Liga. Nach insgesamt sieben Ligaspielen wurde sein Vertrag im Sommer 2022 nicht verlängert.

## Erfolge
Sukhothai FC
- Thailändischer Zweitligavizemeister: 2021/22  ▲